# Harald Paulsen
Harald Paulsen (n. 26 august 1895, Elmshorn, Schleswig-Holstein, Germania – d. 4 august 1954, Hamburg, RFG) a fost un actor german. El a apărut în 125 de filme între 1920 și 1954.

## Biografie
S-a născut la Elmshorn, Germania și a murit la Hamburg.
Paulsen l-a interpretat pe „Mackie Șis” în distribuția originală a piesei de teatru Opera de trei parale, cu muzică compusă de compozitorul Kurt Weill (1900-1950) și cu text scris de dramaturgul Bertolt Brecht (1898-1956). Numărul muzical din deschiderea spectacolului, „Mack the Knife”, a devenit cel mai popular cântec al timpului său.

## Filmografie
- The Night of Queen Isabeau (1920)
- Ilona (1921)
- Man Against Man (1924)
- The Humble Man and the Chanteuse (1925)
- Shadows of the Metropolis (1925)
- The Adventures of Sybil Brent (1925)
- Honeymoon (1928)
- 1930 Alraune, regia Richard Oswald
- The Tender Relatives (1930)
- My Leopold (1931)
- Storm in a Water Glass (1931)
- One Hour of Happiness (1931)
- The Trunks of Mr. O.F. (1931)
- Unheimliche Geschichten (1932)
- The Big Bluff (1933)
- A Thousand for One Night (1933)
- The Dreamer (1936)
- If We All Were Angels (1936)
- Escapade (1936)
- Shadows Over St. Pauli (1938)
- We Danced Around the World (1939)
- Renate in the Quartet (1939)
- The Three Codonas (1940)
- The Thing About Styx (1942)
- The Golden Spider (1943)
- My Niece Susanne (1950)
- The Rabanser Case (1950)
- Die Tödlichen Träume (1951)
- Sensation in San Remo (1951)
- The Lady in Black (1951)
- Desires (1952)
- 1952 Fridolin (Oh, du lieber Fridolin), regia Peter Hamel
- Three Days of Fear (1952)
- 1952 Paradisul îndrăgostiților (Liebe im Finanzamt), regia Kurt Hoffmann
- Once on the Rhine (1952)
- Klettermaxe (1952)
- A Very Big Child (1952)
- The Little Town Will Go to Sleep (1954)